# Antonia Tarragó González
Antonia Tarragó González   (Xile, 1832 - Xile, 1916) va ser una activista feminista i educadora xilena, coneguda per la seva tasca per ampliar l'accés de les dones a l'educació al seu estat natal.
Va fundar el col·legi Santa Teresa a Santiago de Xile el 1864 per donar a les dones l'oportunitat d'anar a l'escola secundària i continuar la seva formació. Tarragó volia que les dones desenvolupessin encara més la seva intel·ligència i les seves habilitats psicològiques. Tarragó estava motivada per la creença que el nivell d'educació de les dones era escàs, principalment perquè el govern xilè no proporcionava fons suficients, en un moment en què la societat xilena no considerava que l'educació femenina fos important. El 1872, Tarragó va intentar obtenir l'aprovació del govern per al reconeixement dels exàmens de selectivitat per tal que les noies poguessin també entrar a la Universitat de Xile, en un intent sense gaire èxit. Dins del govern hi va haver un profund debat sobre si volien que les dones cursessin l'educació superior o bé que romanguessin en el paper de mestresses de casa. Tanmateix, el 1877, amb els esforços conjunts de la també pedagoga Isabel Le Brun van fundar el “Colegio de la Recoleta”, una escola per a dones i, amb el canvi de govern, els esforços d'Antonia Tarragó van acabar satisfactòriament, havent assolit els seus objectius. El 5 de febrer de 1877, el secretari de Justícia i Educació Pública, Miguel Luis Amunátegui va signar el decret que permetia que les dones assistissin a la universitat. El conegut com a Decret Amunátegui declarava que es permetia a les dones presentar-se a proves per tal de ser admeses a la universitat, seguint les mateixes disposicions establertes per als homes.